# Nazionale maschile di rugby a 15 del Kosovo
La nazionale kosovara di rugby a 15 è la selezione maschile di rugby a 15 (o Rugby union) che rappresenta il Kosovo in ambito internazionale.
Attiva dal 2023, opera sotto la giurisdizione di Kosovo Rugby Federation.
Al 2024, non essendo la propria federazione membro World Rugby ma solo di Rugby Europe, la squadra non ha ancora una posizione nel ranking internazionale.
Il commissario tecnico è l'ex rugbista canadese Mark Barrett.

## Storia
Benché una squadra kosovara non internazionalmente riconosciuta esistesse già dalla metà degli anni dieci, fu solo con la costituzione de facto (2018) e poi formale (2020) della federazione che si poté pensare a strutturare una squadra che potesse competere sotto la giurisdizione di un organismo affiliato alle maggiori organizzazioni rugbistiche internazionali; dopo avere ottenuto il patrocinio del comitato olimpico locale, per la federazione giunse a febbraio 2021 l'affiliazione a Rugby Europe e la possibilità di prendere parte a tornei ufficiali.
Il debutto ufficiale della squadra maggiore avvenne il 1º aprile 2023 a Pristina contro l'Austria, un incontro valido per la divisione Sviluppo del campionato europeo di quella stagione.
L'inesperta nazionale fu sconfitta 7-51 e il ritorno a Vienna fu più pesante, 3-95; tuttavia già al suo secondo torneo, la squadra colse la sua prima vittoria battendo 27-0 il Montenegro, anche se fallì la promozione in Conference perché gli avversari vinsero il ritorno cogliendo un punto di bonus a dispetto di una differenza punti inferiore.
Al 2024, quindi, la squadra, che ha al suo attivo solo quattro incontri ufficiali, disputa la sua terza divisione Sviluppo consecutiva.

## Colori
I colori delle uniformi sono quelli della bandiera nazionale: la tenuta è completamente azzurro scuro, con inserti giallo oro.